# Konrád lengyel fejedelem
Mazóviai Konrád (lengyelül: Konrad I Mazowiecki), (1187 – 1247. augusztus 31.) Igazságos Kázmér és Znojmói Heléna kisebbik fia. Mazóvia hercege kb. 1200-tól. Ő volt sorrendben a hatodik mazóviai herceg.
Apja 1194-ben bekövetkezett halála után anyja gondozta. Valószínűleg 1199-ben lett mazóviai herceg, 1202-ben Kujáviát is megkapta. Agafia orosz hercegnőt vette feleségül.

## Élete

### Poroszország meghódításának kísérletei
Konrád sikertelenül próbálta meg elfoglalni a pogány Poroszországot egy 1209-es keresztes háborúban. 1219-ben és 1222-ben is kísérletet tett Poroszország meghódítására. Olivai Krisztián püspök tanácsára megalapította a Dobrzyńi Lovagrendet, melynek célja a kereszténység védelme volt a pogány poroszokkal szemben, és segítséget ígért megtérítésükhöz, azonban a kis létszámú lovagrend semmilyen sikert sem tudott felmutatni céljainak elérésében, később bele is olvadt a Német Lovagrendbe. Sorozatos támadásaira válaszképpen a poroszok rendszeresen behatoltak Konrád területeire, és a poroszok fokozatosan visszanyerték befolyásukat a régi porosz chełmnoi területek felett. Az állandó porosz ellenakciók miatt Konrád szerette volna stabilizálni Mazóvia északi határterületét és a Chełmnoi földeket. Mazóviát csak a XI. században foglalták el a lengyelek, és az őshonos poroszok (lengyelül jaćwingok, németül jatwingok) és litvánok még lakták a területet, ahol a határ sokáig nem volt kijelölve.

### A Német lovagrend
1226-ban végül Konrád mivel a meghódított terület megtartásával nehézségei támadtak, a poroszok ellen behívta a Német Lovagrendet, akik Magyarország védelmében már hasonló szerepük volt 1211 és 1225 között. Amikor a rend kijelentette, hogy ők elsősorban a pápának felelősek, a magyar király kitette őket országából. Ezért szolgálatukért cserébe a lovagrend most azt követelte Konrádtól, hogy jogaikat előre foglalják írásba egy, a fejedelemmel kötött egyezmény formájában, melyet a német-római császárnak és a pápának kellett megerősítenie.
II. Frigyes német-római császár 1226-ban adta ki a rimini aranybullát, mely a többi között az alábbiakat tartalmazta:
"Konrád testvérünk felajánlotta és megígérte Herrmann testvérünknek, a jeruzsálemi németek Szűz Mária szent kórháza (a német lovagrend) nagymesterének, hogy a rendnek adományozza a Kulmi földet (Kulmerland), amely területe és a poroszok között van, hogy birtokukba vehessék Poroszországot (Terra Prussiae)… emlékeztetünk arra a tényre, hogy ez a terület a birodalomhoz tartozik, megbízunk a nagymester ítéletében … emlékeztetünk arra, hogy Poroszország összes területére a birodalomnak ősi joga van…"
Feltevések szerint 1230-ban aláírták a kruszwicai egyezmény, mely értelmében Konrád a Német Lovagrendnek és a dobrzyńi rendnek adományozta Chełmno területét. Ez az oklevél azonban nem létezik, és valószínűleg soha nem is létezett, valószínűleg a Német Lovagrend hamisította.
1234-ben a pápa kiadta a rieti aranybullát, megerősítve a korábbi egyezményeket és kijelentve, hogy a Német Lovagrend senkinek sem hűbérese, csak a pápának van alárendelve.

### Konrád öröksége
Konrádnak szemére vetik a lengyelek, hogy tevékenységével vette kezdetét az a folyamat, melynek során a Német Lovagrend kiterjesztette hatalmát a Balti-tenger partjának nagy részére egyházi államuk révén, és ennek szörnyű következményei lettek a lengyel államra nézve.
Bátyjának, Fehér Leszeknek halála (1227.) után Konrád a krakkói trónért harcolt sikertelenül. 1247-ben halt meg.

## Családfa
| 4. Ferdeszájú Boleszláv †1138. október 28. |  |                                        |  |  |                                      |
|                                            |  | 2. Igazságos Kázmér †1194. május 5.    |  |  |                                      |
| 5. Salome von Berg †1144 július 27.        |  |                                        |  |  |                                      |
|                                            |  |                                        |  |  | 1. Mazóviai Konrád †1247. július 31. |
| 6. II. Znojmói Konrád †1161                |  |                                        |  |  |                                      |
|                                            |  | 3. Znojmói Heléna †1202 és 1206 között |  |  |                                      |
| 7. Szerb Mária †1189 után                  |  |                                        |  |  |                                      |
|                                            |  |                                        |  |  |                                      |